# ファッルハーバード

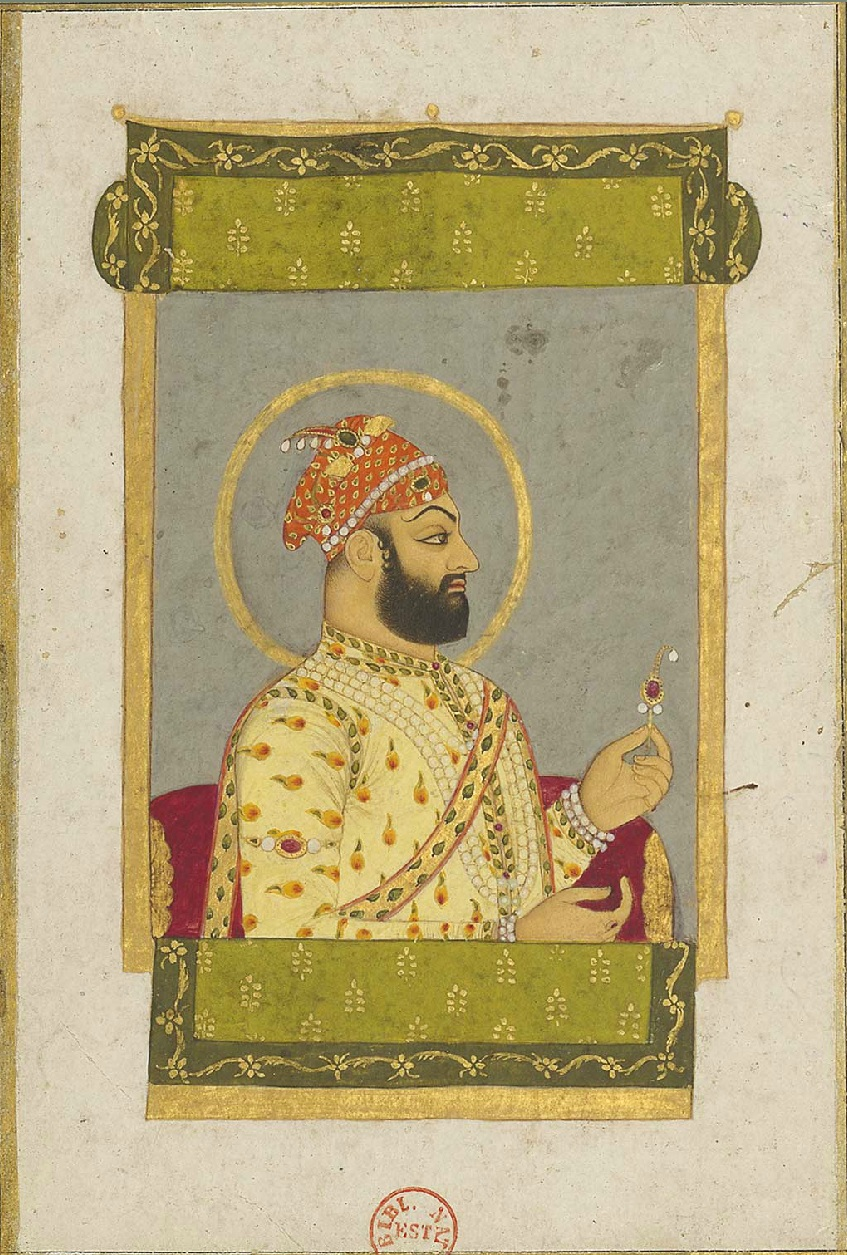
ファッルフシヤル

ファッルハーバード（ヒンディー語: फ़र्रुखाबाद, ウルドゥー語:فرخ آباد, 英語：Farrukhabad）は、インドのウッタル・プラデーシュ州、ファッルハーバード県の都市。

## 歴史
1714年、ムハンマド・ハーン・バンガシュがムガル帝国の皇帝ファッルフシヤルの名にちなんで建設した。
1803年、第二次マラーター戦争の際、ヤシュワント・ラーオ・ホールカルとイギリス東インド会社がこの地で争った（ファッルハーバードの戦い）。
1818年、イギリスによって自動車工場が建設された。